# Уайтхаус, Уильям
Уильям Эдуард Уайтхаус (англ. William Edward Whitehouse; 20 мая 1859 года, Лондон — 12 января 1935 года, там же) — британский виолончелист и музыкальный педагог.
Учился в Королевской академии музыки у Альфредо Пиатти и был его ближайшим последователем: замещал своего наставника, работал его ассистентом и уже в 24-летнем возрасте получил пост профессора академии. Преподавал также и в Королевском колледже музыки. Среди учеников Уайтхауса, в частности, Феликс Салмонд и Чарльз Уорик Эванс. В 1899—1927 гг. виолончелист Лондонского трио (с пианисткой Аминой Гудвин и менявшимися скрипачами, среди которых были Акилле Симонетти и Альберт Саммонс). Осуществлённые этим коллективом записи 1905 года — части из фортепианных трио Бетховена, Мендельсона и Шумана — были, вероятно, первыми профессиональными записями камерного ансамбля в истории звукозаписи. Сохранилась и сделанная Уайтхаусом запись короткой сольной пьесы композитора XVIII века Мориса Грина «Убаюкай меня». Редактировал известные «Каприсы» Пиатти с комментариями относительно авторских пожеланий по их исполнению, а также составленную Пиатти Школу. Выпустил книгу «Воспоминания виолончелиста» (англ. Recollections of a violoncellist; 1930).